# عبلة بنت مالك
عبلة بنت مالك بن قراد العبسية ابنة عم الشاعر عنترة ابن شداد العبسي، وهو أحد أشهر شعراء العرب في فترة ما قبل الإسلام، والذي اشتهر بشعر الفروسية، وله معلقة مشهورة، ولقد ذكر عبلة في شعره العفيف لشدة عشقه وحبه لها، حيث لاقى العديد من المصاعب حتى يتزوجها، نظرًا للتقاليد العربية التي كانت تمنع الرجل الهجين من الزواج من الحرة الخالصة، وقد تزوج منها عنترة بعد جهد وصراع طويل.